# Zito
José Ely de Miranda, känd som Zito, född 8 augusti 1932 i Roseira i São Paulo, död 14 juni 2015 i Santos i São Paulo, var en brasiliansk fotbollsspelare (mittfältare).
Zito spelade i Santos och brasilianska landslaget under 1950- och 1960-talet. Zito spelade 50 landskamper och blev världsmästare vid VM 1958 och VM 1962.